# Vetlanda Stadshus AB
Vetlanda Stadshus AB är ett svenskt förvaltningsbolag som agerar moderbolag för de verksamheter som Vetlanda kommun har valt att driva i aktiebolagsform. Bolaget ägs helt av kommunen.

## Bolag
Källa: 
- Aktiebolaget Vetlanda Industrilokaler
- Njudung Energi Vetlanda AB
- Witalabostäder Aktiebolag